# Maria Jakobina Badeńska
Maria Jakobäae (ur. 25 czerwca 1507, zm. 16 listopada 1580 w Monachium) – księżniczka Badenii i poprzez małżeństwo księżna Bawarii. 
Była córką margrabiego Badenii Filipa I i jego żony margrabiny Elżbiety. 3 października 1522 w Monachium poślubiła księcia Bawarii – Wilhelma IV. Para miała czworo dzieci:
- księcia Teodora (1526-1534)
- Albrechta V (1528-1579), kolejnego księcia Bawarii
- księcia Wilhelma (1529-1530)
- księżniczkę Mechtyldę (1532-1565), późniejszą margrabinę Badenii